# チンタナカーン・マイ
チンタナカーン・マイ（Chintanakan Mai、日本語で「新制度」の意）は、1986年の第4回人民革命党党大会で提起されたラオスの経済改革。
別名「ラボップ・マイ（ラオス語で「新制度」の意）」とも呼ばれる。

## 概要
市場原理の導入、対外経済開放、規制緩和などを主な内容とする。
農民に対する長期的な耕作権の承認、民間企業の営業許可、国営企業の独立採算制への移行など、基本的に民間部門の活力を軸とする国内改革を進めた後、1988年には外国資本による 100%出資も認められた。
同時期に起こった旧ソ連やベトナムなどの社会主義国における一連の改革政策に対応するもので、しばしば「ラオス版ドイモイ」などと呼ばれる。